# Синьки (Кировоградская область)
Си́ньки (укр. Синьки) — село в Благовещенской городской общине Голованевского района Кировоградской области Украины.
До 2020 года входило в Благовещенский район
Население по переписи 2001 года составляло 1292 человека. Почтовый индекс — 26411. Телефонный код — 5259.